# Mafate (esclave marron)
Pour les articles homonymes, voir Mafate.
Mafate, Maffa, Maffack, dit le roi Mafati, est originellement le nom d'un chef de clan d'esclaves marrons. Ce nom signifie « Celui qui tue » en malgache. Devenu le chef d’une communauté traquée par des chasseurs d'esclaves, il se réfugie dans le cirque le plus inaccessible de l'île de La Réunion, auquel on a donné son nom au XIXe siècle : le cirque de Mafate, ainsi qu'à un village.
Mafate aurait été tué par le détachement de François Mussard en 1751, ainsi que sa compagne Rahariane à l'Îlet à Cordes.

## Mafate, fondateur d'un «village défendu»
L'ouvrage Histoire de l'esclavage à l'île Bourbon (Réunion) évoque une disette provoquée en 1729 par un vol de criquets ayant détruit toutes les plantations. Les colons ont alors invité leurs esclaves à trouver leur subsistance dans les bois. Bon nombre d'esclaves ne sont pas revenus et se sont réfugiés dans des endroits d'accès difficile tels que la partie supérieure des grands ravins et principalement dans les immenses cirques creusés de ravins. « Ils y formèrent des villages défendus [...] sous la conduite de chefs autoritaires. Certains de ces derniers se seraient revêtus du titre de "manjakes", synonyme de roi chez les Malgaches. Il semble même qu'ils auraient pris des noms de guerre : Mafate (qui cause la mort), Tsilaos (invaincu) ».